# Sinendé
Sinendé – miasto w północnym Beninie, w departamencie Borgou. Położone jest około 400 km na północ od stolicy kraju, Porto-Novo. W spisie ludności z 11 maja 2013 roku liczyło 35 267 mieszkańców.